# 2016年达拉斯警察枪击案
2016年达拉斯市區警察遭枪击案，是指在美國德克萨斯州达拉斯一场抗議美國警察濫殺黑人的和平示威活动结束后，一名黑人米卡·澤維爾·約翰遜（Micah Xavier Johnson；1991年出生－2016年7月8日）埋伏狙擊維護活動秩序的警察，並試圖枪击12名警察和两名平民以致五名警察遇害的事件。
约翰逊是陆军预备旅中曾經參與阿富汗战争的老兵，据报对最近警方枪杀黑人感到愤怒。警察遇害期间当地正在举行回应连日来分别在路易斯安那州巴吞鲁日和明尼苏达州法尔考高地发生的奥尔顿·斯特灵和费兰多·卡斯蒂利亚枪击案的示威活动。
案发后，警方在一处停车场碰到约翰逊，双方随之陷入对峙局面。7月8日凌晨，警方利用装有炸弹的拆弹机器人擺平了约翰逊。有专家认为这是美国史上警方首次利用机器人提供致命武力。这是自九一一恐怖袭击以来美国警察损伤最惨重的遇袭案。

## 背景
这场抗议活动是“黑人的命也是命”运动的一部分，抗议活动由下一代行动网络（Next Generation Action Network）组织。活动前数日，非裔美国人奥尔顿·斯特灵在路易斯安那州遭警察枪杀，费兰多·卡斯蒂利亚在明尼苏达州也同样被警察击毙，此次抗议活动是针对这两次枪击案而发动。。其中一场抗议活动于7月7日全美开展。达拉斯的抗议活动大约有800人参与，约100名警察被派往活动现场和周边地区。案发前，据报无其他事件发生，活动现场平稳有序。

## 事件
晚上8点58分，达拉斯市中心开始传出枪声。一名目击者据报听到50到75声枪响。达拉斯警察局长大卫·O·布朗表示有些警员腹背中枪，枪手必须对示威路线有一定认知。市长迈克·罗林斯表示枪手从附近大楼的不同楼层开火。至少12名警察前往支援。
另一名从他的酒店阳台录下事件手机影片的目击者据报观察到枪手穿着战术服装，配有步枪，位于大街上。他表示枪手为他的步枪装好子弹，开始胡乱地开枪，以吸引他附近的警察。当一名警察走近街角时，枪手随即与他交火，迫使警员躲在一根混凝土支柱后面寻找庇护。枪手朝石柱一侧开火，然後跑到另一侧伏击警察，从他身后多次近距离朝他开枪，杀死了他。朝警察尸体补了几枪后，枪手遭遇其他警员的射击，随即逃窜。
枪战过后，枪手被子弹击中，逃入附近一处停车场。满身是血的他被警方碰到，警方随即朝他开枪，明显再次击伤他。随后枪手与警方在停车场对峙，时不时朝他们开枪。一名警察在枪战中负伤。车库附近发现的一个可疑包裹被拆弹小组保护。警察局长布朗后来表示枪手曾宣布尾声将接近，表明他的目的是想杀死更多的警察，还说整个停车场和达拉斯市中心都埋了炸弹。执法人员表示枪手“对峙期间边笑边唱歌，一点也不担心”。
谈判期间，约翰逊表示他单独行动，不隶属于任何组织。他据报只想跟黑人警察说话。谈判失败后，对峙于次日凌晨2点30分结束，枪手被炸弹处置遥控车引爆的约1磅重的C4炸药杀死。清查达拉斯市中心时没发现爆炸物。

## 杀手
米卡·泽维尔·约翰逊（约1991年－2016年7月8日）与母亲居住于梅斯基特。他四岁时，父母离婚。梅斯基特独立学区表示，约翰逊就读于约翰·霍恩高中，参与该校美国少年后备役军官训练营计划。2009年，他从高中毕业。
2009年3月到2015年4月，约翰逊服役于美国陆军预备队，曾任木工和石工专家。约翰逊获得一等兵军衔后，于2013年11月到2014年7月与第420工兵旅被派往阿富汗。
2014年5月，在阿富汗期间，他被指控性骚扰一位女兵，女兵要求对他实施禁制令，并表示他需要心理健康辅导。陆军提起开除军籍的诉讼后，在律师的建议下，他放弃了听证的权利，以换取较轻的罪名。他在军队非光荣退役的提议下被送回美国，这被他的律师看作“非常不寻常”的决定。然而，约翰逊2014年9月光荣退役。
约翰逊因他在阿富汗的执勤期而获得陆军成就勋章和北约勋章。从阿富汗归国后他离开陆军预备队，去世前一直当智障儿童的助手。他在德克萨斯州没有犯罪记录。
达拉斯警察局长大卫·O·布朗表示，黑人约翰逊对黑人的命也是命运动和最近的警察枪击案感到不满。他曾表示，“他要杀白人，尤其是白人警察”。一位跟约翰逊要好的前同事形容他“从来不信任警察”。警方和一位邻居表示约翰逊曾在他家后院进行军事演习。
调查人员发现约翰逊跟国际恐怖分子与国内极端分子之间没有任何关系。然而，对他网上活动的调查揭开了他对黑人民族主义团体的“兴趣”。约翰逊目前已停用的Facebook主页显示，他“赞”过新黑豹党等黑人民族主义团体的主页，还发表过针对白人的宣泄愤怒帖子。社区活动家奎内尔·X表示约翰逊曾在新黑豹党的休斯敦分部工作半年。资料照片显示约翰逊曾在黑人权力运动仪式上举起手臂，还附有黑人权力运动标志的图片和泛非主义运动旗帜
他赞过的另一个黑人民族主义团体是非裔美国人防御同盟（African American Defense League），其领导人Dr. Mauricelm-Lei Millere在2014年拉奎安·麦克唐纳枪击案发生后呼吁谋杀全美警察。为了回应奥尔顿遭警方杀害事件，该组织“在本周早些时候发布消息鼓励暴力对抗警察”。

## 受害者
五名警察遇害，七名警察和两名平民在事件中受伤。大多数在示威期间中枪，至少有一名警察在与约翰逊枪战时中枪。死者包括一名达拉斯地区捷运公司警察和四名达拉斯警察局警察。四名受伤的警察来自警察局，剩下三名来自捷运公司。部分受伤警察被送往帕克兰纪念医院，两名警察接受了手术。遇害警察身份如下：
- 警察局高级下士洛恩·阿伦斯（Senior Corporal Lorne Ahrens），48岁，2002年入职[10][50][51]。
- 警察局警員迈克尔·克罗尔（Officer Michael Krol），40岁，前密歇根州韦恩县狱警，2007年入职[10][50][52]。
- 警察局中士迈克尔·史密斯（Sergeant Michael Smith），55岁，前陆军游骑兵[53]，1989年入职[10][54][55]。
- 捷运公司警員布伦特·汤普森（Officer Brent Thompson），43岁，前海军陆战队员，2009年入职[56]。他是该部门自1989年成立以来首位在岗位上遇害的警察[10][22] 。
- 警察局警員帕特里克·扎马里帕（Officer Patrick Zamarripa），32岁，海军船员[56]，伊拉克战争老兵，2011年入职[10][57]。

五名警察的逝世使得该起事件成为自九一一恐怖袭击以来警方损失最惨重的事件，超越了均有五名警察死亡的2009年华盛顿州莱克伍德枪击案和奥克兰枪击案。

## 后续

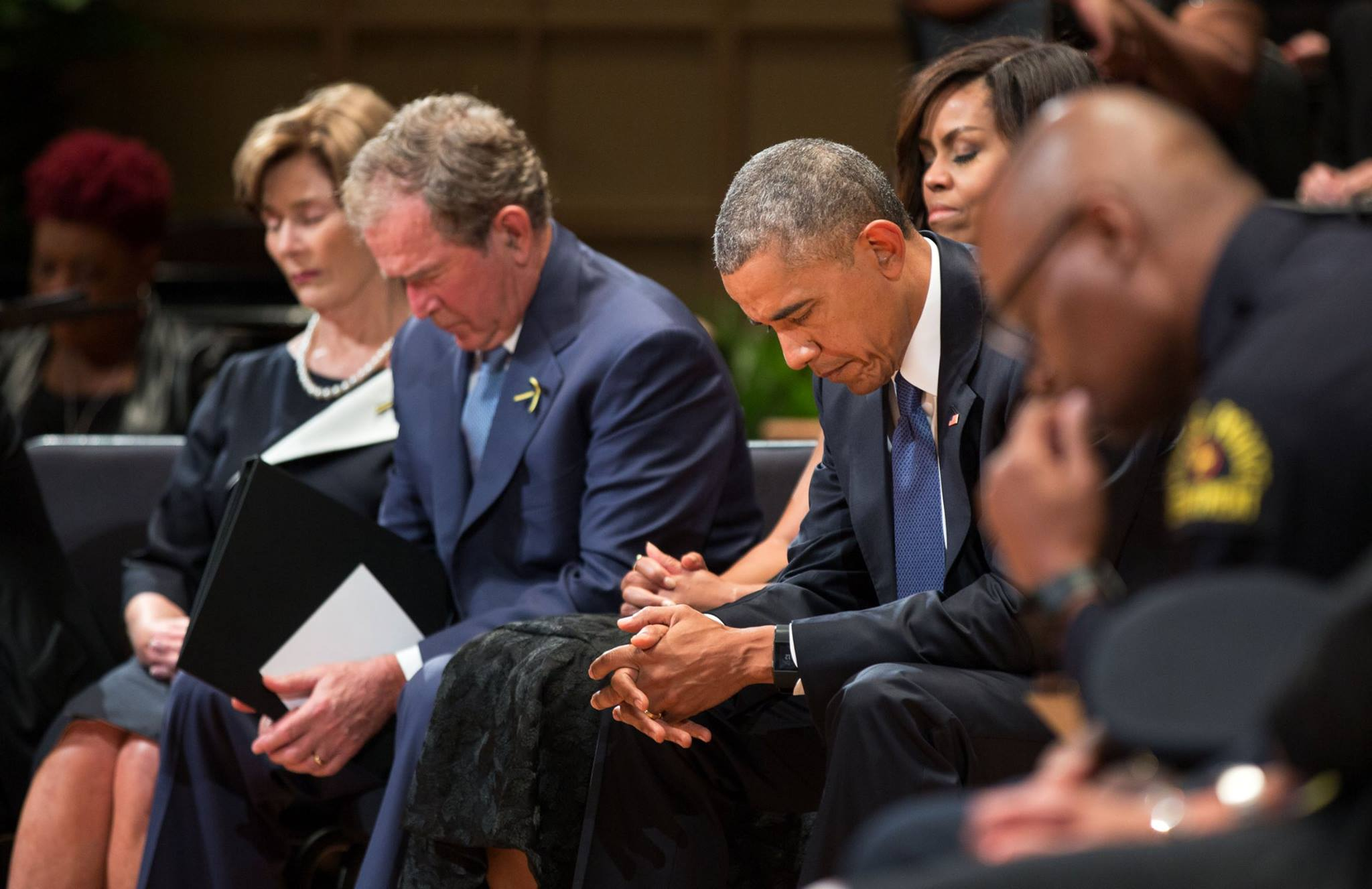
2016达拉斯警察枪击事件追悼会

案发后达拉斯市区捷运服务暂停，次日早上除西区站外，其他站点恢复运作。美国联邦航空管理局对案发地点附近地区的民航飞机发布临时飞行限制，只允许警用飞机在空域航行。埃尔森特罗学院取消了7月8日所有课程。案发后，Facebook再度推出了报平安功能。

### 调查
警方推断约翰逊使用了一把不可拆卸10发弹匣的SKS半自动步枪和一把“大容量手枪”，还穿着防弹背心。案发翌日，约翰逊家被搜查。警探在家中发现的制造炸弹的材料、防弹背心、步枪、弹药以及一本含“射击技术和战术动作指南”的“作战战术私人日记”被回收。200名警察在调查过程中被问话。
警方最初表示有两名或以上的狙击手参与枪击案，但后来表示约翰逊似乎一直是为孤胆枪手，所有枪声都可以追踪到他。另有三人被警方拘留，“但警方没有说他们可能会起到什么的作用。”三人中有两人被看到背着迷彩背包离开拉马尔大街的案发现场。他们跑了六英里后都被截下来拘留。被拘人士后来被确认是或配有武器或携带弹药装备的逃跑示威者。然而，警方于7月9日表示他们将继续调查约翰逊是否单独行动，或是与他们密谋枪击案。

### 机器人暗杀嫌犯
有专家认为这是美国史上警方首次利用机器人提供致命武力剷除嫌犯。警方的Remotec Model F-5（炸弹拆除遥控操作载具）绑着一个C4炸弹，幹掉了约翰逊并结束对峙。2016年5月，达拉斯警方据报升级了机器人技术。
新美国基金会机器人专家P·W·辛格（P. W. Singer）表示，这是他所知道的首个被警察致命使用的机器人的实例。南卡罗来纳大学法学系助理教授塞斯·斯托顿（Seth Stoughton）表示：“这是警方技术的新开始。机器人已经出现一段时间了，但利用他们递送炸弹引发了一些新问题。”
然而，斯托顿表示：“我不知道有警务部门手头上有些打算用作武器的炸弹。”他认为警方利用机器人的方式是合理的，因为约翰逊成为了警方迫在眉睫的威胁，表示：“这种环境证明了每一种基本情形下使用的致命武力。”他补充道，“这也是罪犯或公民使用致命武力敞开大门。我们通常出于多种原因不对美国公民使用炸药，这是非常不负责任的。”著名安全研究院马特·布拉泽（Matt Blaze）发布推特表示，他关心如何安全操纵机器人。

## 各方反应
德克萨斯州州长格雷格·阿博特命令德克萨斯州公共安全部向达拉斯提供一切请求的协助。他还在案发后表示：“在这种时候，我们必须记住并强调团结美国人的重要性”。州长助理丹·帕特里克将暴力事件归因于社交媒体上的个人、“此前的黑人民權運動示威者”，还有其他持有反警方观点的人士，后来他为他的发言道歉。
总统贝拉克·奥巴马称枪击案是一场“恶毒、有预谋的卑鄙袭击”，是一场“惨重的悲剧”。他还不忘呼吁控枪。美国警察同业会称据调查枪击案是一次仇恨犯罪，并批评总统奥巴马的回应，表示他需要向每个人演讲，而非仅向警方或非裔美国人演讲。
“黑人的命也是命”运动领导人谴责了枪击事件。美国全国步枪协会表示“深切悲痛”，并表达了“最深切的哀悼”。
共和党总统候选人唐纳德·特朗普表示：“我们必须恢复法律与秩序。我们必须恢复人民对在他们家中和走在街上时感到安全的信心。路易斯安那和明尼苏达州两名市民的悲剧死亡是毫无意义的，这提醒我们还有多少工作需要做。”他补充道，枪击事件是“针对我们国家的一场袭击”，并表示“每一个美国人都有在安稳祥和环境中生活的权利”。民主党总统候选人希拉里·克林顿则表示：“我对履行神圣指责保护和平示威者的警察、他们的家人和同事表示哀悼和慰问。”她表示，有鉴于非裔美国人社区警方的关系紧张，白种美国人“不得不聆听我们的非洲裔同胞发出的合理哭诉”。
达拉斯、路易斯安那州和明尼苏达州接连发生枪击案后，巴哈马政府发出外游警示，告诫公民由于种族关系紧张，前往美国时应谨慎。他们特别告诫年轻人与警方交涉时“格外小心”，不要反抗，要合作。